# Pashedu

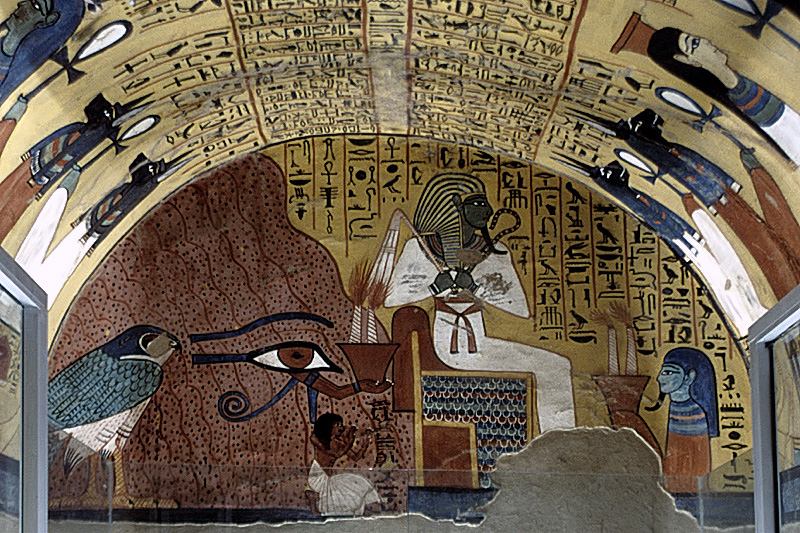
Tomba decorada per Pashedu

L'artesà egipci antic Pashedu va viure a Deir al-Madinah a la riba oest del Nil, enfront de Tebes, durant els regnats de Seti I. Pashedu era fill de Menna i Huy. La seva muller nomia Nedjmet-behdet. Pashedu era també el propietari de la tomba TT326. Entre els seus títols hi havia el de Servent en el Lloc de la Veritat, cosa que significa que va treballar en l'excavació i decoració de tombes reials egípcies.